# Fast & Furious – Neues Modell. Originalteile.
Fast & Furious – Neues Modell. Originalteile. (Originaltitel: Fast & Furious) ist der 2009 erschienene vierte Film der Fast-&-Furious-Filmreihe und stellt die chronologische Fortsetzung von 2 Fast 2 Furious dar. Darüber hinaus ist er Teil der Vorgeschichte des drei Jahre zuvor erschienenen The Fast and the Furious: Tokyo Drift. In Deutschland kam der Film am 2. April 2009 in die Kinos.

## Handlung
Dominic „Dom“ Toretto floh, da er in den USA per Haftbefehl gesucht wird, in der Dominikanischen Republik. Fünf Jahre nach der Flucht stiehlt er, gemeinsam mit Letty, Han, Rico und Leo, noch immer Tanklastwagen. Weil er erfährt, dass ihnen die Polizei im Nacken sitzt und diese es in erster Linie auf ihn abgesehen hat, entschließt er sich dazu, Letty zu verlassen, um sie zu schützen. Kurz nach seiner erneuten Flucht teilt ihm Mia mit, dass Letty in einen Unfall verwickelt und dann ermordet wurde. Daraufhin kehrt Dom in die USA zurück, wo Mia ihm erklärt, was genau mit Letty passiert ist. Bei der Besichtigung der Unfallstelle stößt Dom auf Indizien, die ihn zu jemandem führen, der ihm sagt, dass ein Mann namens David Park weitere Informationen hat.
Brian O’Conner – nun als FBI-Agent aktiv – ist auf der Suche nach einem Drogenboss, von dem bisher nur der Name bekannt ist: Arturo Braga. Im Zuge dieser Ermittlung möchte er David befragen. Er sucht ihn deshalb auf und trifft auf Dom, der David zu diesem Zeitpunkt kopfüber aus dem Fenster hält, um Informationen zu erpressen. Brian muss Dom aber entkommen lassen, da er David vor dem Absturz bewahren muss. Dieser erzählt dem FBI später, dass die rechte Hand Bragas, Ramon Campos, ein Rennen veranstaltet, um den letzten Fahrer eines Teams für einen Drogentransport zu rekrutieren. Brian und Dom nehmen beide an diesem Rennen teil. Dom gewinnt knapp vor Brian und erhält den Job. Brian wird auch noch Teil des Teams, indem er einem der anderen Fahrer bei einer inszenierten Razzia Drogen unterschiebt.
Alle Fahrer werden abends in einen Nachtclub eingeladen. Dort unterhält sich Campos kurz mit Dom und Brian und zieht sich dann zurück. Während Dom im Folgenden von Gisele Harabo erfährt, dass Fenix der Besitzer des Autos ist, mit dem Letty von der Straße gedrängt wurde, sieht Brian, wie Campos mit einem älteren Mann, den er für Braga hält, etwas trinkt. Er reicht die von den beiden benutzten Gläser später beim FBI ein, um sie auf Fingerabdrücke untersuchen zu lassen.
Am nächsten Tag werden alle Fahrer per Navigationssystem in ein Lagerhaus beordert, wo sie mit ihren Autos in einen LKW verladen werden, der sie anschließend zur mexikanischen Grenze bringt. Die geladenen Drogen werden mit Hilfe eines Tunnels über die Grenze transportiert. Am Zielort angekommen, provoziert Dom Fenix und erhält die Bestätigung, dass er es war, der Letty abgedrängt und erschossen hat. Da die Fahrer hingerichtet werden sollen, inszeniert Dom die Explosion seiner Lachgasflasche, was für genug Ablenkung sorgt, um gemeinsam mit Brian und Drogen im Wert von sechzig Millionen Dollar zu entkommen.
Brian schildert seinem Vorgesetzten beim FBI die Lage. Er schlägt vor, Bragas Organisation durch einen Austausch der Drogen gegen Geld hochgehen zu lassen. Während die Übergabe stattfindet, ergibt der internationale Datenbankabgleich der Fingerabdrücke, dass Brian in dem Nachtclub Braga gesehen hat. Voreilig entscheidet der Einsatzleiter des FBI, dass zugegriffen werden soll und identifiziert den älteren Mann als Braga. Schnell wird klar, dass dies nicht stimmt und Braga und Campos dieselbe Person sind. Dieser kann mit Fenix flüchten und fährt dabei fast Gisele um, die aber von Dom gerettet wird.
Durch Gisele, die sich für die Rettung ihres Lebens revanchieren möchte, erfahren Dom und Brian, dass sich Braga zurzeit in einer mexikanischen Kirche aufhält, von wo aus sie ihn entführen. Nach einer Verfolgungsjagd durch den Tunnel rettet Dom Brians Leben, indem er Fenix tötet, bevor dieser Brian töten kann. Braga wird von der Polizei festgenommen. Dom stellt sich der Polizei und wird bei der anschließenden Gerichtsverhandlung trotz seiner Verdienste um die Ergreifung Bragas zu 25 Jahren Haft verurteilt.
Beim Transport in das Gefängnis bemerken die Insassen des Busses drei Autos, in denen Mia, Brian, Rico und Leo zu sehen sind. Das Grinsen in Doms Gesicht lässt den Zuschauer vermuten, dass er befreit wird.

## Produktion

### Entstehungsgeschichte
Der deutsche Titel wurde zuerst mit Fast & Furious 4 angekündigt, später dann aber in Fast & Furious – Neues Modell. Originalteile. geändert. Dieser Titel spielt auf den ersten Teil der Filmreihe an, wobei „Neues Modell“ für einen neuen Teil der Filmreihe und „Originalteile“ für die Besetzung der Darsteller aus dem ersten Teil steht.

### Synchronisation
Die deutsche Synchronisation entstand nach einem Dialogbuch und der Dialogregie von Norman Matt im Auftrag der Berliner Synchron AG Wenzel Lüdecke.
| Rollenname            | Darsteller         | Deutsche Synchronstimme |
| --------------------- | ------------------ | ----------------------- |
| Dominic „Dom“ Toretto | Vin Diesel         | Martin Keßler           |
| Brian O’Conner        | Paul Walker        | David Nathan            |
| Letty Ortíz           | Michelle Rodriguez | Ghadah Al-Akel          |
| Mia Toretto           | Jordana Brewster   | Ranja Bonalana          |
| Sophie Trinh          | Liza Lapira        | Maria Koschny           |
| Ben Stasiak           | Shea Whigham       | Lutz Schnell            |
| Braga Double          | Robert Miano       | Uli Krohm               |
| Campos                | John Ortiz         | Florian Halm            |
| Dwight                | Greg Cipes         | Dirk Stollberg          |
| Fenix Rise            | Laz Alonso         | Sebastian Jacob         |
| Gisele Harabo         | Gal Gadot          | Giuliana Jakobeit       |
| Han Lue               | Sung Kang          | Gerrit Schmidt-Foß      |
| Penning               | Jack Conley        | Gerald Paradies         |
| Richter               | Lou Beatty Jr.     | Jürgen Kluckert         |
| Tash                  | Wilmer Calderon    | Michael Iwannek         |

### Filmmusik
Der Soundtrack wurde am 3. April 2009 von Interscope Records veröffentlicht.
1. Bang – 3:32 (Rye Rye & M.I.A.)
2. G-Stro – 3:42 (Busta Rhymes)
3. Loose Wires – 3:46 (Kenna)
4. Blanco (Explicit Version) – 3:22 (Pitbull feat. Pharrell)
5. Krazy – 3:52 (Pitbull feat. Lil’ Jon)
6. You Slip, She Gri – 3:13 (Tego Calderón feat. Pitbull)
7. Head Bust – 3:55 (Shark City Click)
8. Bad Girls – 4:03 (Pitbull feat. Robin Thicke)
9. Virtual Diva – 3:59 (Don Omar)
10. La Isla Bonita – 3:45 (Tasha)
11. Blanco (Spanish explicit) – 3:21 (Pitbull)

### Verwendete Fahrzeuge
- Alfa Romeo Brera 3.2 JTS V6 Q4 SkyWindow, special edition 400 cv, 2009
- BMW 540i (E39)
- Buick Regal Grand National
- Cadillac Escalade
- Chevrolet Camaro – Baujahr 1973
- Chevrolet Chevelle SS – Baujahr 1970
- Chevrolet Silverado Trophy Truck
- Chevrolet Vega
- Dodge Charger R/T
- Ford Gran Torino Sport
- Ford RS200 Gruppe-B – Rally-Homologationsmodell
- Ford Mustang V
- Honda NSX Type R (2002)
- Hummer H1
- Lamborghini LM002
- Nissan Silvia (S14 & S15)
- Nissan Skyline (R34) GT-T mit Nismo-Bodykit und GTR-Motor
- Plymouth Road Runner
- Pontiac Firebird Trans Am
- Porsche Cayman (Typ 987c) TechArt GTsport
- Subaru Impreza WRX STI – Baujahr 2009
- Toyota Corolla GT-S (AE86)

## Rezeption

### Kritiken
„Der Film wirbt damit, dass die Darsteller aus dem ersten Teil wieder vereint sind. Bei den Herren der Straße stimmt die Dynamik tatsächlich wieder. Auch Diesels Filmschwester Jordana Brewster wärmt ihre alte Lovestory wieder auf, aber sie brachte schon in ‚The Fast and the Furious‘ keinen Tacho zum Überdrehen. Wirklich frech ist es aber, die toughe Michelle Rodriguez plötzlich als zartes Mädchen zu inszenieren und sie dann schon nach kürzester Zeit über den Reifen springen zu lassen. Fazit: PS-Action bei hoher Beschleunigung, Gefühlsduselei im Rückwärtsgang, zwischendurch einige Staus.“

„Die Zutaten dieses Adrenalin-Testosteron-Cocktails sind denkbar primitiv, als da wären markige Macho-Sprüche, sexy Miezen und kollabierende Tachonadeln. Dennoch: Vollgasorgien und rasantes Reifenglühen sind im Kino allemal gesünder als der wahnwitzige Selbstversuch auf der Landstraße.“

„Brachialer Serien-Actionfilm mit simplen Dialogen, rasanten Schnitten und Anleihen bei einschlägigen Computer-Rennspielen, bei dem sich alles um Geschwindigkeit, Sex und Karambolagen dreht. In seiner wortkargen Geradlinigkeit ist der Film ebenso konsequent wie überraschend unterhaltsam.“

„Der Actioner von Justin Lin ‚The Fast and the Furious – Tokyo Drift‘)[sic!] macht da weiter, wo einst der erste Film der High-Speed-Reihe anfing. Doch leider dient auch hier nur die schlappe Handlung als Mittel zum Zweck: fesche Karren und heiße Mädels zuhauf hektisch zusammengeschustert. Immerhin wurden die Akteure vom Reihen-Start wieder aktiviert, doch das hilft auch nicht.“

### Einspielergebnis
Am Startwochenende hat der Film bereits 70,9 Millionen Dollar in den Kinokassen eingenommen. Insgesamt spielte der Film bei einem Produktionsbudget von 85 Millionen US-Dollar weltweit 363 Millionen US-Dollar ein. In Deutschland wurde der Film von 1.688.616 Kinobesuchern gesehen.

## Fortsetzungen
Fast & Furious – Neues Modell. Originalteile. wurde unmittelbar mit Fast & Furious Five (2011) fortgesetzt, bei dem erneut Justin Lin die Regie übernahm. Bis einschließlich 2021 folgten sechs weitere Fortsetzungen.